# Quần đảo D'Entrecasteaux
Quần đảo D'Entrecasteaux /ˌdɒntrəˈkæstoʊ/ là một nhóm đảo núi lửa nằm ở phía đông nam của đảo New Guinea, một phần của tỉnh Milne Bay, Papua New Guinea. Tổng diện tích của các đảo xấp xỉ 3.110 km², được ngăn cách với phần đất liền của đảo New Guinea bởi eo biển Ward Hunt ở phía bắc và eo biển Goschen ở phía nam. Quần đảo này được đặt theo tên của Antoine Bruni d'Entrecasteaux, một sĩ quan hải quân người Pháp.
Ba đảo chính của D'Entrecasteaux, theo hướng từ tây bắc đến đông nam lần lượt là Đảo Goodenough, Đảo Fergusson (đảo lớn nhất) và Đảo Normanby, ngoài ra còn nhiều đảo đá ngầm nhỏ hơn.